# Samuil Shatunovsky
Samuil Shatunovsky (em russo:  Самуил Осипович Шатуновский, Velyka Znamianka, Ucrânia, Império Russo, 25 de março de 1859 – Odessa, Ucrânia, União Soviética, 27 de março de 1929) foi um matemático russo. Nasceu em uma família judaica pobre de nove filhos.
Completou a educação secundária em Kherson, Ucrânia. Estudou depois por uma ano em Rostov, Rússia, seguindo depois para São Petersburgo, onde estudou em diversas universidades técnicas. A engenharia no entanto não o cativou, e Shatunovsky estudou matemática por conta própria, frequentando aulas de Pafnuti Tchebychev. Shatunovsky não completou um curso universitário regular por falta de recursos financeiros. Mais tarde tentou obter um grau universitário na Suíça, mas não conseguiu pela mesma razão. Após retornar da Suíça morou em diversas cidades pequenas da Rússia, dando aulas particulares. Nesta época escreveu seu primeiro artigo matemático, tendo enviado alguns artigos para a Universidade Nacional de Odessa. A qualidade dos mesmos foi reconhecida, e Shatunovsky foi admitido na universidade, obteve suporte financeiro e recebeu um grau universitário, sendo apontado como membro da universidade em 1905. Em 1917 tornou-se professor e continuou trabalhando na Universidade de Odessa o resto de sua vida.
Shatunovsky focou sobre diversos tópicos da análise matemática e álgebra, tais como teoria dos grupos, teoria dos números e geometria. Independentemente de David Hilbert desenvolveu uma teoria axiomática similar e a aplicou em geometria, álgebra, teoria de Galois e análise. Contudo, a maior parte de sua atividade foi dedicada ao ensino na Universidade de Odessa e escrevendo livros e materiais de estudo.
Shatunovsky morreu em 1929 vitimado por câncer no estômago, dois dias depois de completar 70 anos de idade.